# Nogińsk
Nogińsk (ros. Ногинск) – miasto w Rosji, w obwodzie moskiewskim, nad Klaźmą (dopływ Oki). Stolica rejonu bogorodskiego. Około 103,9 tys. mieszkańców (2020).
Prawa miejskie od 1781 roku, poprzednie nazwy: Rogoża (do 1506), Stary Rogoski Jam (1506–1781), Bogorodsk (1781–1930). Obecna nazwa miasta upamiętnia rewolucjonistę Wiktora Nogina (1878–1924). W latach 1781–1929 Bogorodsk (w źródłach polskich także Bogorodzk) był stolicą powiatu (ujezdu) bogorodskiego.
W Nogińsku znajduje się zabytkowy sobór Objawienia Pańskiego z II poł. XIX w..

## Transport
Znajdują tu się stacja kolejowa Nogińsk oraz przystanek kolejowy Zacharowo, z bezpośrednimi połączeniami do Moskwy. Funkcjonuje tu system komunikacji tramwajowej.

## Galeria

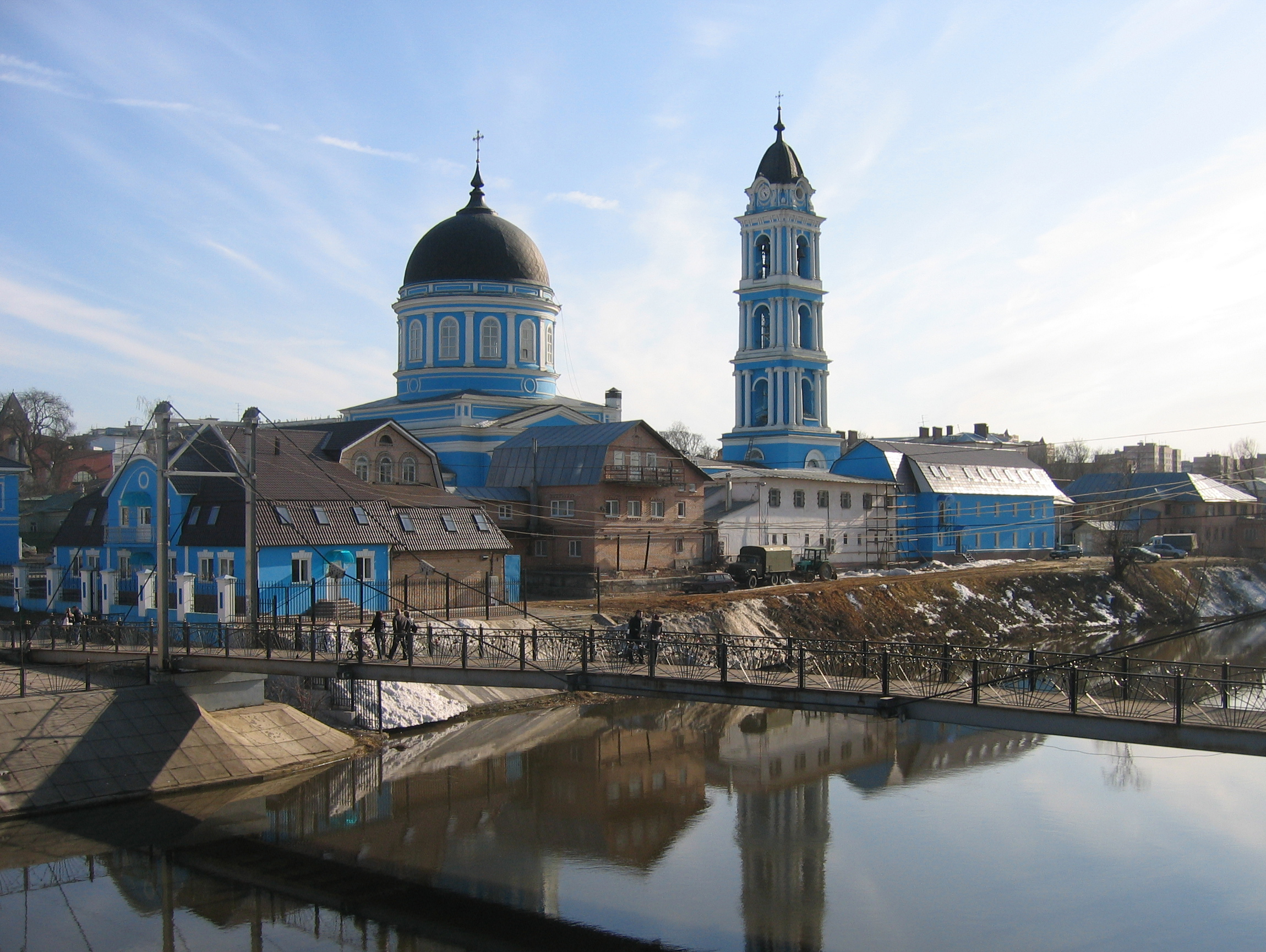
Sobór Objawienia Pańskiego
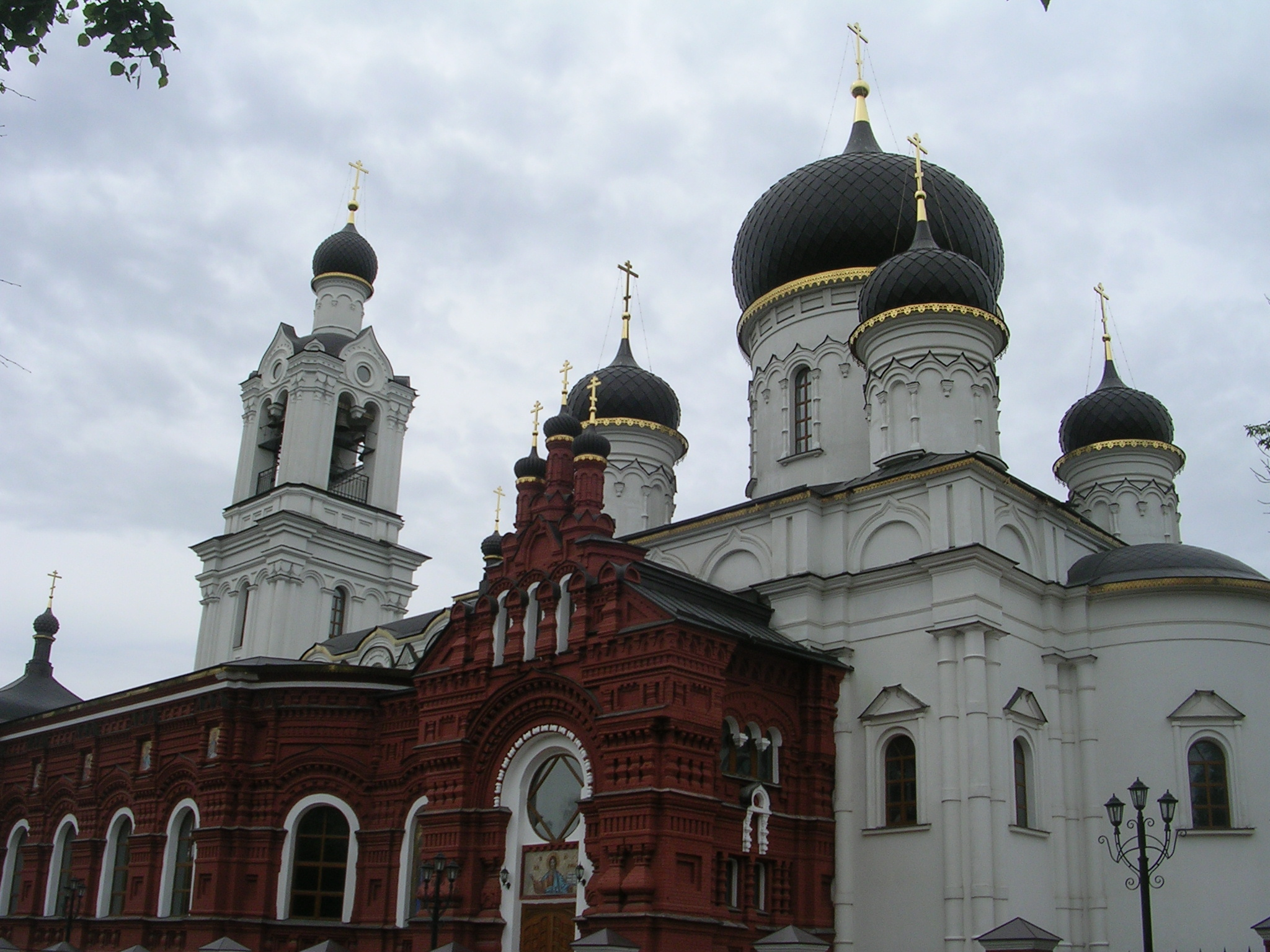
Cerkiew Tichwińskiej Ikony Matki Bożej
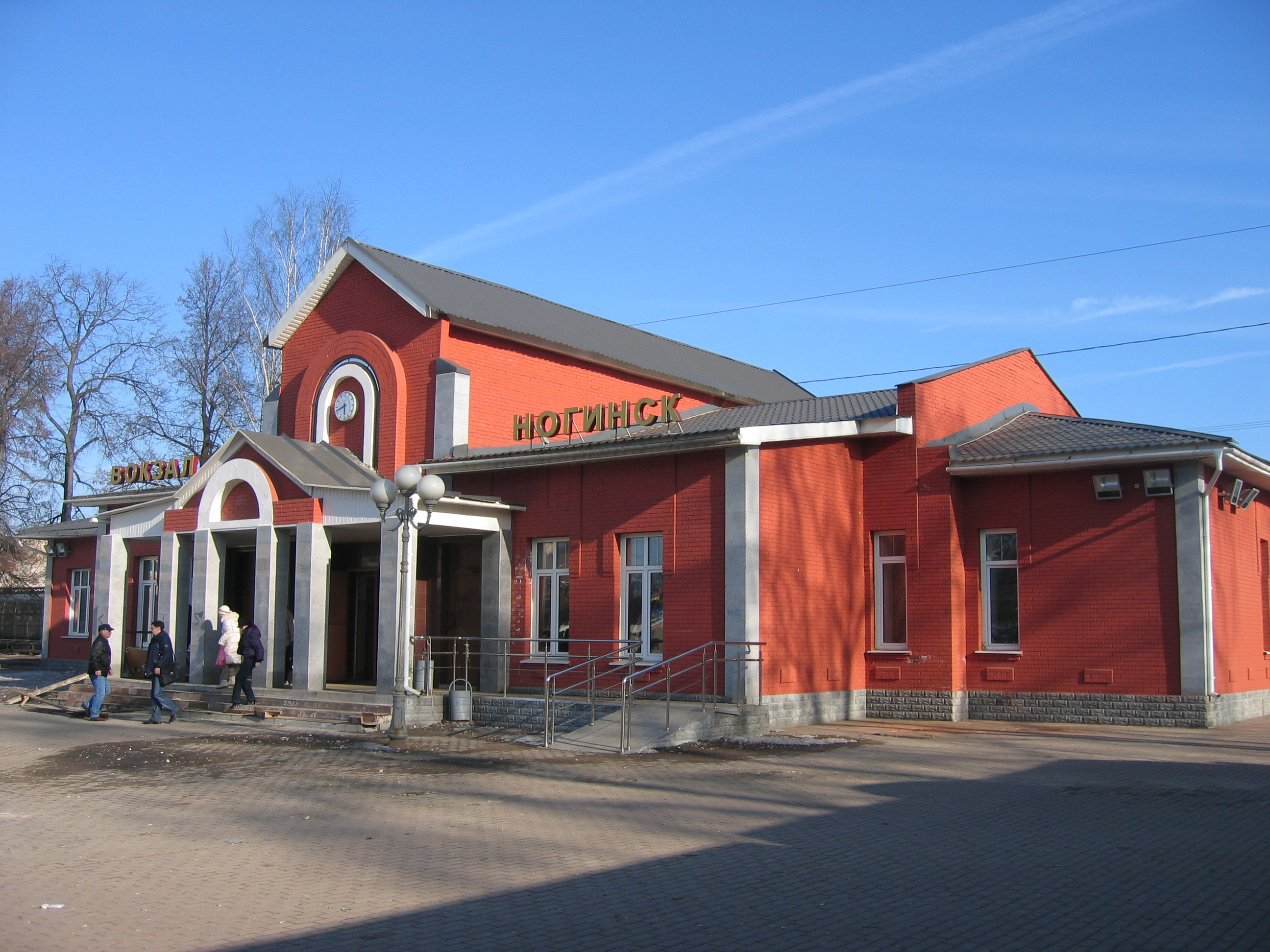
Stacja kolejowa
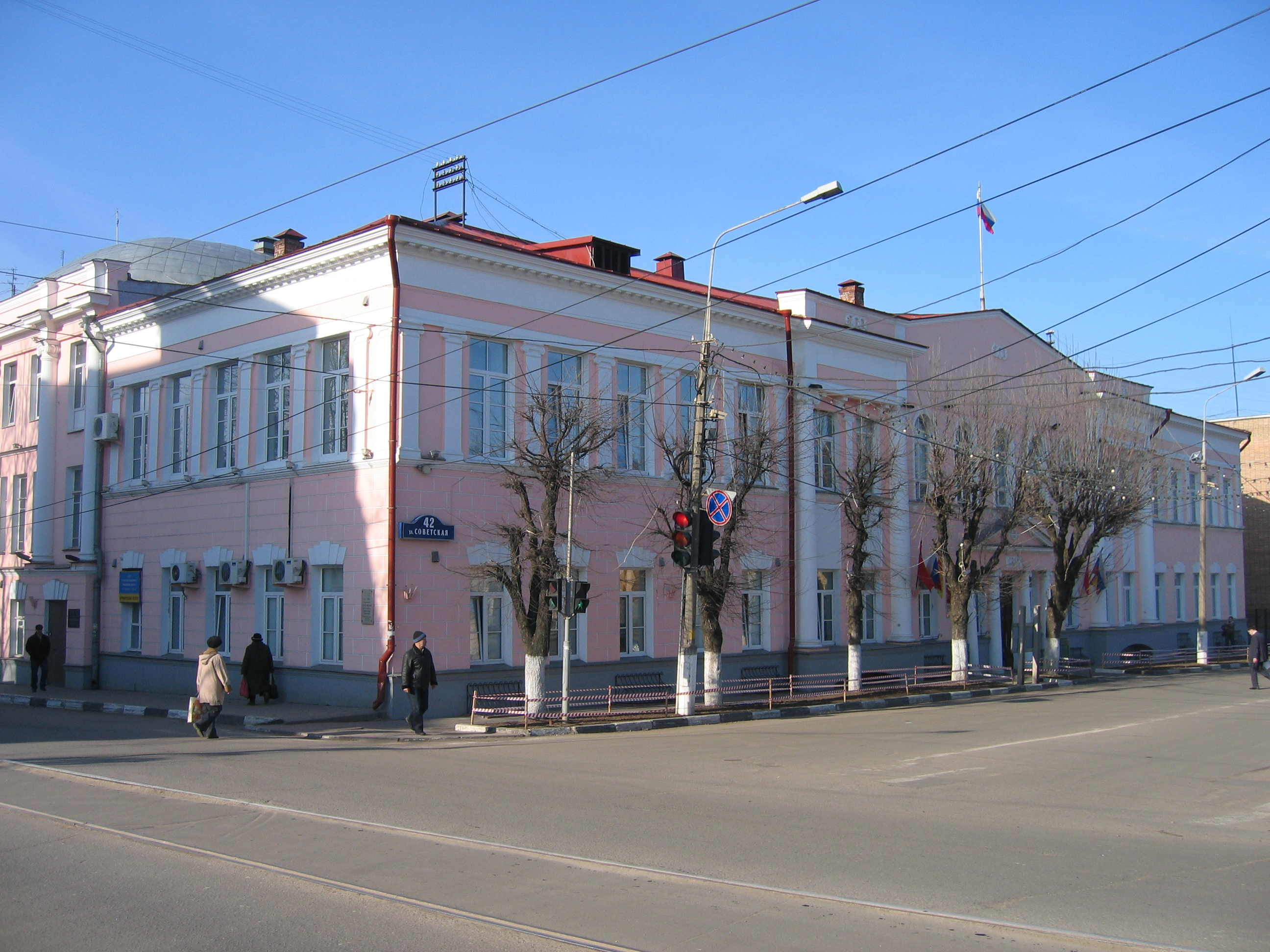
Administratura rejonu

## Urodzeni w mieście
- Wiaczesław Kulomin (ur. 1990) – rosyjski hokeista